# ÖFB Frauen-Bundesliga
ÖFB Frauen-Bundesliga er den bedste kvindelige fodboldrække i Østrig. Ligaen blev oprettet i 1972 og siden 2010 har der været ti hold i ÖFB Women's Bundesliga.
I Bundesligaen spiller hver klub en hjemme- og udekamp mod hver klub. ÖFB Women's Bundesliga-mesteren har været berettiget til at deltage i UEFA Women's Champions League siden 2001, og andenpladsen i sæsonerne 2013/14 og fra 2016/17 til 2019/20. De regerende mester er SKN St. Pölten.

## Nuværende hold (2022/23)
- SKN St. Pölten.
- Sturm Graz
- FC Wacker Innsbruck
- FK Austria Wien
- First Vienna FC
- USV Neulengbach
- SPG SCR Altach/FFC Vorderland
- SKV Altenmarkt
- FC Südburgenland
- FC Bergheim

## Vinder igennem tiden
| Season  | Champion                 | Runner-up                |
| ------- | ------------------------ | ------------------------ |
| 1972–73 | Favoritner AC            | USC Landhaus Wien        |
| 1973–74 | USC Landhaus Wien        | ESV Ostbahn XI Wien      |
| 1974–75 | KSV Ankerbrot Wien       | USC Landhaus Wien        |
| 1975–76 | USC Landhaus Wien        | ESV Ostbahn XI Wien      |
| 1976–77 | SV Elektra Wien          | USC Landhaus Wien        |
| 1977–78 | USC Landhaus Wien        | SV Elektra Wien          |
| 1978–79 | SV Elektra Wien          | ESV Ostbahn IX Wien      |
| 1979–80 | SV Elektra Wien          | ESV Ostbahn XI Wien      |
| 1980–81 | USC Landhaus Wien        | ESV Ostbahn XI Wien      |
| 1981–82 | USC Landhaus Wien        | ESV Ostbahn XI Wien      |
| 1982–83 | USC Landhaus Wien        | ESV Ostbahn XI Wien      |
| 1983–84 | SV Aspern                | USC Landhaus Wien        |
| 1984–85 | ESV Ostbahn XI Wien      | USC Landhaus Wien        |
| 1985–86 | 1. DFC Leoben            | DFC LUV Graz             |
| 1986–87 | 1. DFC Leoben            | Union Kleinmünchen       |
| 1987–88 | USC Landhaus Wien        | Union Kleinmünchen       |
| 1988–89 | USC Landhaus Wien        | Union Kleinmünchen       |
| 1989–90 | Union Kleinmünchen       | DFC Brunn am Gebirge     |
| 1990–91 | Union Kleinmünchen       | ESV Ostbahn XI Wien      |
| 1991–92 | Union Kleinmünchen       | USC Landhaus Wien        |
| 1992–93 | Union Kleinmünchen       | USC Landhaus Wien        |
| 1993–94 | Union Kleinmünchen       | USC Landhaus Wien        |
| 1994–95 | USC Landhaus Wien        | Union Kleinmünchen       |
| 1995–96 | Union Kleinmünchen       | USC Landhaus Wien        |
| 1996–97 | USC Landhaus Wien        | Union Kleinmünchen       |
| 1997–98 | Union Kleinmünchen       | USC Landhaus Wien        |
| 1998–99 | Union Kleinmünchen       | SV Neulengbach           |
| 1999–00 | USC Landhaus Wien        | Union Kleinmünchen       |
| 2000–01 | USC Landhaus Wien        | SV Neulengbach           |
| 2001–02 | Innsbrucker AC           | SV Neulengbach           |
| 2002–03 | SV Neulengbach           | Innsbrucker AC           |
| 2003–04 | SV Neulengbach           | USC Landhaus Wien        |
| 2004–05 | SV Neulengbach           | Union Kleinmünchen       |
| 2005–06 | SV Neulengbach           | USC Landhaus Wien        |
| 2006–07 | SV Neulengbach           | DFC LUV Graz             |
| 2007–08 | SV Neulengbach           | FC Wacker Innsbruck      |
| 2008–09 | SV Neulengbach           | FC Wacker Innsbruck      |
| 2009–10 | SV Neulengbach           | FC Wacker Innsbruck      |
| 2010–11 | SV Neulengbach           | FC Südburgenland         |
| 2011–12 | SV Neulengbach           | Spratzern                |
| 2012–13 | SV Neulengbach           | Spratzern                |
| 2013–14 | SV Neulengbach           | FSK St. Pölten-Spratzern |
| 2014–15 | FSK St. Pölten-Spratzern | SV Neulengbach           |
| 2015–16 | FSK St. Pölten-Spratzern | SK Sturm Graz            |
| 2016–17 | SKN St. Pölten           | SK Sturm Graz            |
| 2017–18 | SKN St. Pölten           | USC Landhaus Wien        |
| 2018–19 | SKN St. Pölten           | SK Sturm Graz            |
| 2019–20 | Aflyst                   | Aflyst                   |
| 2020–21 | SKN St. Pölten           | FK Austria Wien          |
| 2021–22 | SKN St. Pölten           | SK Sturm Graz            |
| 2022–23 | SKN St. Pölten           | SK Sturm Graz            |